# Annah la javanesa
Annah la javanesa (en francés Annah la Javanaise) es un cuadro del pintor Paul Gauguin realizado en 1894 en París. Está en una colección privada suiza. Tiene la referencia del catálogo de Wildenstein número 580 (W.580).
Lleva la inscripción arriba a la derecha Aita / tamari Vahine Judith / parar que se ha leído como Aita parar te tamari Vahine Judith, título alternativo del cuadro, o Aita tamari Vahine Judith tee parari. En tahitiano normalizado es Aita parar tiene tamari'i Vahine Judith, que quiere decir «La mujer-niña Judith no desvirgada» o «La pequeña Judith aún es virgen».

## Descripción
La modelo mestiza de rasgos orientales está desnuda, excepto unos pendientes, y sentada en un sillón apoyando los brazos. Tiene las piernas cruzadas descansando los pies sobre un cojín bordado al lado de un mono. Mira directamente al espectador con los pechos firmes hacia delante, y con una postura ligeramente inclinada que parece suspendida y tensa sobre la butaca. La pequeña envergadura de la modelo y su desnudez contrasta con la solemnidad de la butaca y la austeridad del escenario. Bien instalada en un trono, se exhibe de forma provocativa, sin ningún pudor, ni sometida ni servil.
Los colores son eléctricos, rosado neutro en la pared del fondo, azul cobalto en el sillón, azul marino en la alfombra del suelo y verde el cojín. Estos colores quedan reflejados en su piel oscura. Arriba a la derecha, sobresalen los restos de una naturaleza muerta pintada en la pared con una cinta que lleva una inscripción en tahitiano. La referencia a la virginidad de la joven es un nuevo contraste provocativo. La parte baja de la pared está decorada con una cenefa oriental.
El cuadro sugiere inocencia y sensualidad carnal. El mono que le acompaña es un símbolo tradicional de promiscuidad sexual. Es uno de los primeros desnudos europeos que muestra el vello púbico, una referencia sexual explícita.

## Contexto
En septiembre de 1893, Gauguin había vuelto a París después de su primera estancia en Tahití. En enero de 1894 se instaló en el número 6 de la calle Vercingetórix, en la zona sur de Montparnasse. Su modelo y amante era Annah llamada «la javanesa», una mestiza de origen y edad desconocidas. Gauguin tenía fama de artista extravagante que había vivido en tierras exóticas. Años antes, durante la Exposición Universal de París de 1889, se había mostrado interesado por el pabellón javanés, y decía a su amigo Émile Bernard que volvería porque tenía una cita con una mulata.
En el piso de abajo del estudio estaba el músico William Molard (1862-1936), que Gauguin pintó en el reverso de su Autorretrato con sombrero. Molard estaba casado con la escultora sueca Ida Ericson (1853 - 1927) que tenía una hija, Judith.
Gauguin también tenía una hija, Aline (1877-1897), entonces de 16 años. Se había casado en Tahití según las costumbres locales con Teha'amana, supuestamente de 13 años. Judith, también de 13 años, se enamoró de Gauguin. Este se sentía orgulloso de ser adulado, pero las costumbres no eran las mismas en París y pesaba el discurso colonialista de tono racial en el que la fantasía de permisividad sexual solo era posible con otras razas.

## Annah la javanesa

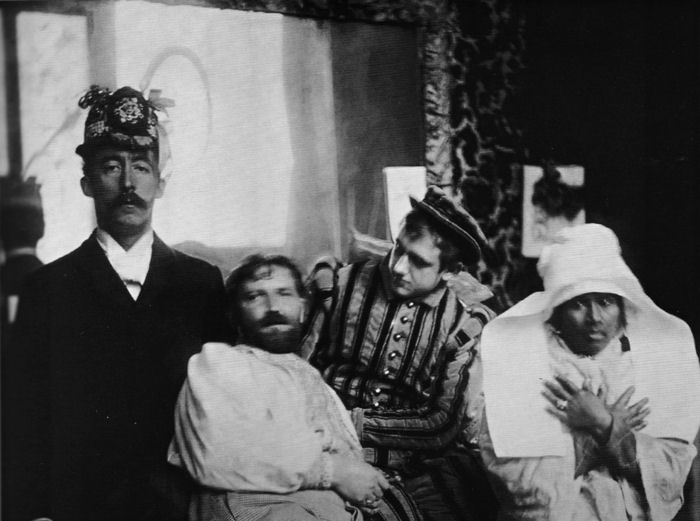
Fotografía de Alfons Mucha (en el centro de blanco) con Gauguin (izquierda) y Annah vestida de bretona.

Según la historia contada por el marchante de Gauguin, Ambroise Vollard, la cantante de ópera Nina Pack había manifestado al representante de unos mercaderes de Insulindia el deseo de tener una negrita. Meses después un agente de policía le llevaba a casa una chica mestiza, medio india, medio malaya, que habían encontrado en la Gare de Lyon. Llevaba un cartel colgado al cuello con la dirección de Nina Pack y el añadido «envío de Java» (Mme. Nina Pack, rue de la Rochefoucauld, à Paris. Envolvente de Java). La llamó Annah Martin, más conocida como Annah la javanesa, y la tomó como criada. Tiempo después, como consecuencia de un incidente doméstico, la despidió. Annah pidió ayuda a Ambroise Vollard y éste pensó que le serviría a Gauguin como modelo. La respuesta fue: «envíamela, la probaré».
Además de modelo se convirtió en su compañera sentimental. Le regaló un mono, llamado Taoa. En abril de 1894 se trasladaron a Pont-Aven. El 25 de mayo, paseando por el muelle de Concarneau con Annah, el mono y tres parejas más de artistas, tuvieron un enfrentamiento con unos marinos que se burlaban. Gauguin acabó con la pierna rota, lesión que lo dejó inmovilizado durante dos meses y con secuelas. En una carta a William Molard explica que se enfrentó a quince marineros que les lanzaban piedras, hasta que le quedó el pie clavado en un agujero y se rompió el tobillo.
Después de una discusión, Annah volvió a París y vació todo el estudio, excepto las obras colgadas en la pared. No se sabe nada más sobre ella y solo se dispone de algunas fotografías realizadas en el estudio de Alfons Mucha. Es posible que la pintura hecha por Gauguin estuviera inspirada en una fotografía de Annah en la misma pose pero vestida.
Gauguin, imposibilitado para pintar, puso unas querellas judiciales. Por un lado logró una compensación mínima por la pierna rota, aunque insuficiente para cubrir los gastos del hospital. Por otra parte, no consiguió recuperar los cuadros que dejó en casa de Marie Henry, a Le Pouldu, antes de ir a Tahití. Desilusionado volvió a París con la intención de marcharse definitivamente a Tahití.

## Judith Molard
Judith Arlberg, Judith Ericson, Judith Molard y de casada Judith Gérard, era hija de los suecos Fritz Arlberg, cantante de ópera, e Ida Ericson, escultora. La madre se casó con William Molard, músico medio francés y medio noruego, y se instalaron en París. Cuando coincidieron con Gauguin como vecino, ella tenía 13 años.
Al no conocer el padre, la relación con el padrastro e interesarse en la boda tahitiana de Gauguin con una chica de su edad, se sintió atraída por su vecino y celosa de Annah la javanesa. En sus memorias La joven y el tupapau explica que flirteó con Gauguin, perdidamente enamorada. Parece que Gauguin tenía intención de retratarla, pero la madre Ida se negó. Más tarde le dio lecciones de pintura.
Gauguin ilustra de forma curiosa esta doble relación poniendo la virginidad de Judith en el título de un retrato desnudo de Annah la javanesa.